# Рёмерия отогнутая
Рёмерия отогнутая или преломлённая (лат. Roemeria refracta) — вид травянистых растений рода Рёмерия (Roemeria) семейства Маковые (Papaveraceae).

## Распространение и экология

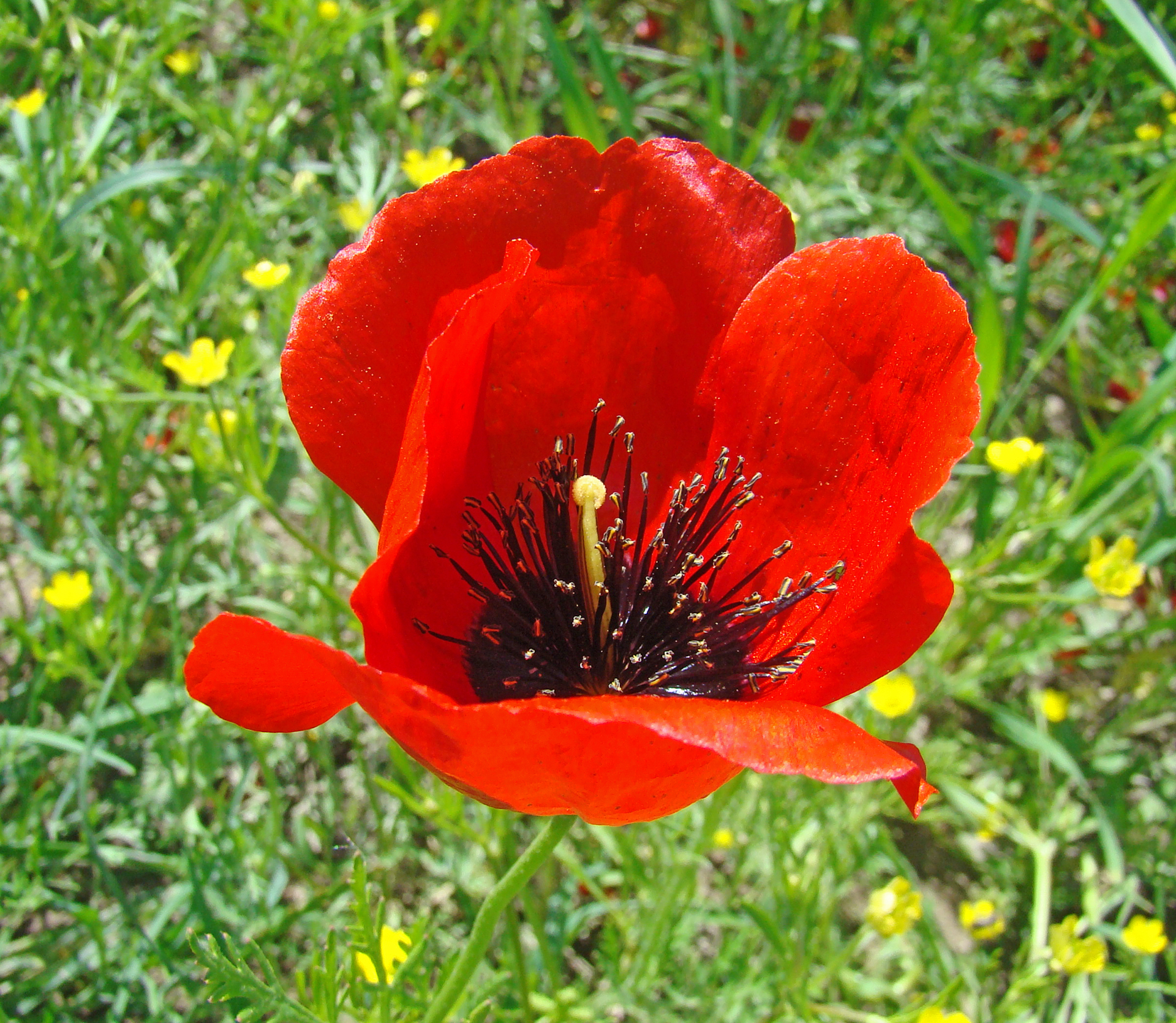
Цветок

Ареал ирано-туранского типа, охватывающий пустынные и степные области Ирана и Средней Азии, Кавказа, Восточного Закавказья и Дагестана, на юго-западе достигающий Средиземноморья (Ливан и Сирия). В области основного распространения вид приурочен к сухим каменистым склонам, встречается на рудеральных местообитаниях, в посевах и на залежах.

## Ботаническое описание

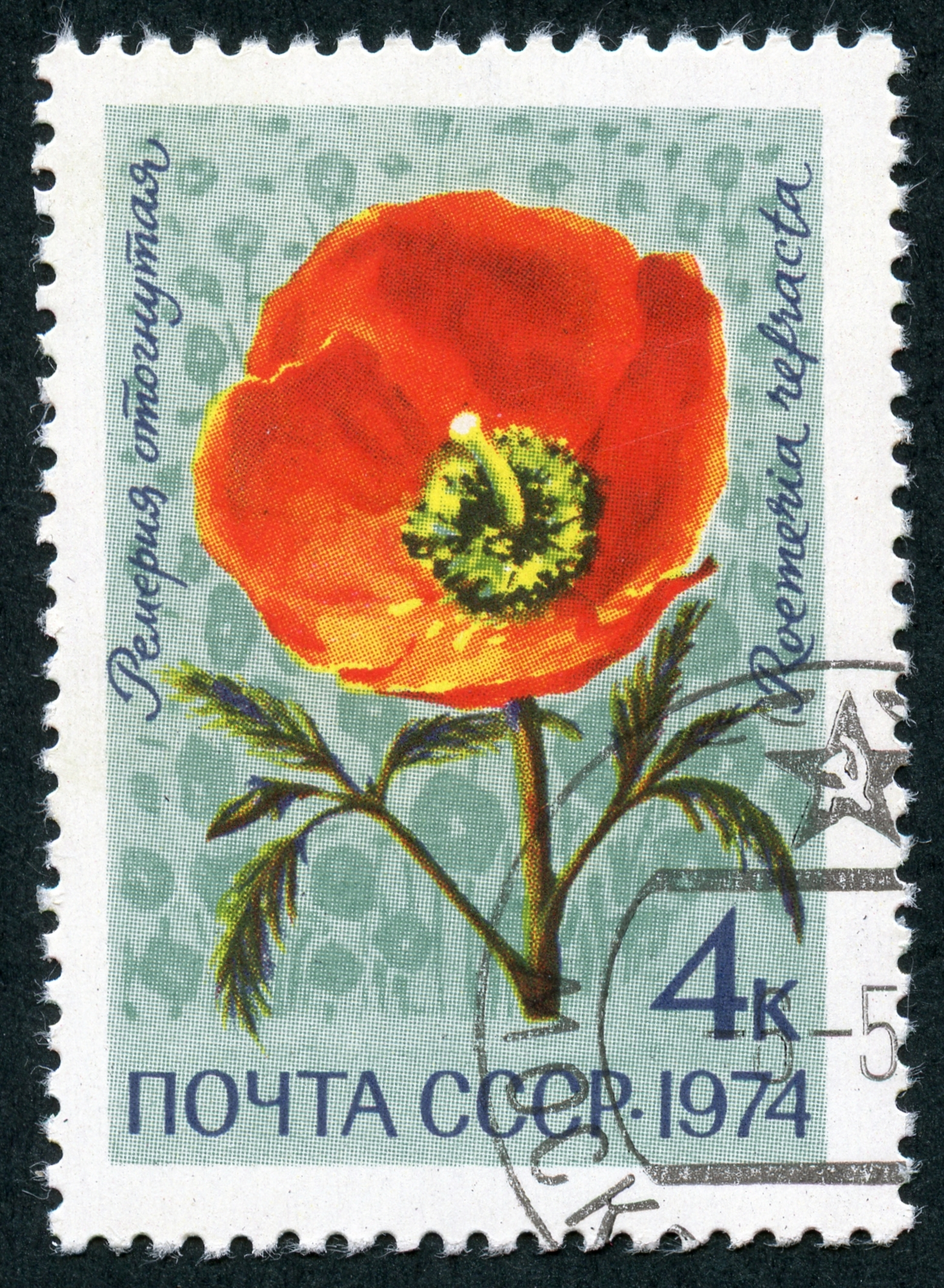
На марке СССР

Однолетнее растение 10—30 (до 50) см высотой с прямостоячим разветвленным побегом, опушенным белыми отстоящими прямыми волосками. Листья очередные, без прилистников, прикорневые и нижние стеблевые на черешках, верхние сидячие, некрупные (до 5-6 см длиной), перисто рассечённые на линейно-продолговатые дольки, закругленные или внезапно заостренные, с мягким шипиком на конце.
Бутоны обратно-яйцевидной формы, поникающие, с опадающими при распускании цветка двумя чашелистиками, негусто покрытыми белыми щетинками. Венчик крупный (5—6 см в диаметре), лепестки широкие, ярко-красные, с четко очерченным темнопурпурным пятном у основания (при сушке пятно чернеет), тычинки с фиолетовыми нитями и охряно-желтыми пыльниками. Плод — стручковидная коробочка, вскрывающаяся 3 (4) створками, почти голыми или покрытыми редкими прижатыми вверх направленными прямыми волосками. Рыльца головчатые, с плотными шаровидными пучками прямых белых щетинок, над которыми слегка возвышаются остевидные окончания створок.

## Охрана
Вид внесён в Красные книги некоторых субъектов России: Республики Ингушетия и Ставропольского края (охраняется на территории памятника природы «Гора Бештау»);

## Синонимы
- Glaucium refractum Steven ex DC.
- Papaver refractum (DC.) K.-F.Günther — Мак отогнутый
- Papaver refractum subsp. occidentale (Kadereit) Karlsson
- Roemeria bicolor Regel
- Roemeria refracta var. alba Tavakkoli & Assadi
- Roemeria refracta subsp. occidentalis Kadereit
- Roemeria rhoeadiflora Boiss.